# Haush

Mapa que muestra la ubicación de los haush en la Patagonia austral.

Los haush, haus mánekenks o aush es un pueblo indígena que habitó en el extremo sudoriental de la isla Grande de Tierra del Fuego, en la porción argentina de la isla, entre el cabo San Pablo y la bahía Aguirre. Junto a sus vecinos selknam eran el componente insular del complejo tehuelche. En la actualidad existen algunos descendientes, que junto con los descendientes de selknam se hallan en proceso de recuperación cultural.

## Características

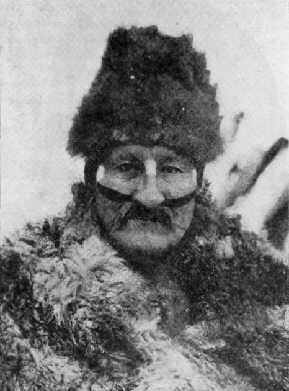
Tenenisk, un chamán haush alrededor de 1899.

Los haush eran nómades y hábiles cazadores de guanacos. Compartían muchas costumbres con sus vecinos selknam u onas, entre ellas sus armas. Especialmente el uso del arco pequeño y la flecha, así como la vestimenta basada en pieles, y la práctica conjunta del ritual de iniciación de los varones llamado hain. El etnólogo alemán Martin Gusinde presenció este rito en 1923, celebrado por el chamán Tenenesk, fallecido en el invierno de 1924 a causa del sarampión.
No tenían caciques, pero entre ellos existían chamanes (xo’on). Vivían en grupos de dos o tres familias, construían chozas que eran simples enramadas cubiertas de musgo y cueros. También desarrollaron la técnica de la cestería. El desarrollo de la  cultura material del pueblo haus, se explica por dos grandes razones:  su aislamiento geográfico y el adverso medio ambiente en que vivían (zona fría, húmeda y muy ventosa, con escasos recursos naturales). 
Su modo de producción era cazador-recolector, con una dieta hipergrasa e hiperproteica ya que la mayor parte de su alimentación provenía de los lobos marinos, guanacos, mariscos, crustáceos, pingüinos y peces que cazaban, pescaban o mariscaban, el complemento de tal dieta era un hongo conocido como “pan de indio”, que crece sobre lengas y ñires y las algas llamadas kelp o cachiyuyo, a esto se sumaba el aprovechamiento colectivo de la carne obtenida de los cetáceos que varaban en las playas. A diferencia de los selknam que dependían de los guanacos, la economía haus era dependiente de los lobos marinos, que aprovechaban para vestimenta y alimentación. Para su vestimenta, también utilizaban la piel de zorros.
La denominación haus parece ser ajena a ellos y derivar de una palabra despectiva del idioma de los yámanas, palabra que significaba "grasa de pez", sin embargo en sus últimas épocas parecen haber adoptado como autoetnónimo tal palabra quizás por su facilidad de pronunciación y por desconocer su significado original.
La lengua haush (mánekenk(e)n, aus) fue una de las lenguas chon y estaba emparentada con el idioma selknam (aunque eran mutuamente ininteligibles) y con el tehuelche del continente.

## Historia
Según Anne Chapman los haush no poseían embarcación alguna, por lo que sus antepasados podrían haber arribado caminando a la Tierra del Fuego antes de que el estrecho de Magallanes se abriera hace unos 8000 años.
Los haush tomaron contacto por primera vez con los europeos en la bahía Buen Suceso durante la expedición de los hermanos Nodal en enero de 1619. 
Datos valiosos sobre los haush fueron aportados por el misionero anglicano Lucas Bridges en su libro de 1899 Uttermost Part of the Earth:

Estoy convencido de que los onas y los aush provenían de los tehuelches del Sur de Patagonia, pero los aush llegaron a la Tierra del Fuego mucho antes que los onas (...) Había ciertamente mucha más diferencia entre el aush y el ona que entre este último y el idioma de los tehuelches. Creo que al principio los aush ocuparon toda la región, y se tuvieron que contentar con la punta Sudeste, de clima húmedo y plagada de ciénagas y espesos matorrales. Confirma mi teoría el hecho de que en la tierra ocupada por los onas existen nombres de lugares que no tienen significado en su idioma; son en realidad palabras que sólo tienen significado en el idioma aush.

Por su ubicación geográfica se ha supuesto que fueron desplazados desde el siglo XIV por los selknam hacia el extremo sureste de la isla Grande de Tierra del Fuego, lo que fue confirmado por Lucas Bridges:

Durante los primeros años que pasamos en Harberton, fuimos visitados varias veces por un pequeño grupo de aush (...) Estos aush temían a los onas, sus vecinos del Norte y Oeste, más aún que a los Yaganes, y con fundado motivo. Durante varias generaciones habían sido obligados a evacuar una tierra buena, huir hacia el extremo Sudeste del territorio y reducirse a vivir en medio de la selva y la ciénaga.

A la llegada de los exploradores españoles a su pequeño territorio en 1619, apenas quedaba una pequeña población de esta etnia. Según los cálculos del arqueólogo Samuel Kirkland Lothrop en 1850 debieron existir unos 300 mánekenk. Muchos haush murieron asesinados por los loberos desde fines del siglo XVIII. En 1899 Lucas Bridges censó sólo a sesenta mánekenk.

Yo me pasaba todo el tiempo con Yoiyimmi y Saklhbarra a fin de aprender su idioma. Si hubiese sabido en aquella época que el aush era hablado solo por sesenta indígenas en toda la Tierra del Fuego, no me hubiera tomado un semejante trabajo.
Relato de Lucas Bridges

En 1910 Antonio Coiazza expresó que solo quedaba una familia haush:

(...) habitaba entre Bahía Thetis y Bahía Fatley, y ahora se ha reducido a una sola familia compuesta del padre y de dos hijas, y a una mujer de unos treinta y nueve años.

Una de las últimas noticias acerca de ellos la debemos a Antonio Tonelli, quien en 1926 afirmaba conocer a una sola persona.
En 2001 el antropólogo brasileño Walter Neves publicó Morfología craneana fueguina: Los Haush, libro en el cual mostró un estudio sobre 5 cráneos haush obtenidos en 1984 en excavaciones en la bahía San Valentín.
Unos pocos descendientes de selknam y haush viven en Tierra del Fuego constituyendo la comunidad selknam Rafaela Ishton, que tuvo como cacique -autoidentificado como haush- a Antonio Norberto Vera Illigoyen hasta su fallecimiento el 6 de enero de 2012 a los 90 años. Su hijo Horacio Eugenio Vera integra el Consejo Educativo Autónomo de los Pueblos Indígenas del Gobierno nacional como miembro de la nación haush.